# Marrana (Hims)
Marrana (arab. مرانة) – wieś w Syrii, w muhafazie Hims. W 2004 roku liczyła 395 mieszkańców.